# The Blood That Moves the Body
"The Blood That Moves the Body" é um single da banda norueguesa a-ha, pertencente ao álbum Stay on These Roads, lançado no ano de 1988.
Esta canção foi re-lançada em 1992 com remixes de Alan Tarney. O vídeo permaneceu inalterado.
As letras enigmáticas da música foram atribuídas a muitas coisas, inclusive a adolescentes suicidas no Japão e em referências literárias como Eyes of a Blue Dog (nome original: Ojos de Perro Azul; tradução em português: Olhos de Cão Azul) do premiado e famoso escritor colombiano Gabriel García Márquez.

## Vídeo
O vídeo foi gravado em Paris, França.
Morten Harket aparece cantando a música em uma varanda, Magne Furuholmen andando pelas ruas da capital francesa e Pål Waaktaar em uma mesa (escrevendo em uma folha de papel). As cenas do videoclipe alternam juntamente com uma jovem mulher passeando com seu cachorro e com cenas da banda tocando ao vivo em shows.
O vídeo foi dirigido por Andy Morahan.

## Desempenho nas paradas musicais
| Parada musical (1988) | Melhor posição |
| --------------------- | -------------- |
| Dutch Top 40          | 24             |
| Media Control Charts  | 23             |
| Irish Singles Chart   | 11             |
| Polish Singles Chart  | 5              |
| Swiss Singles Chart   | 29             |
| UK Singles Chart      | 25             |

## Créditos
- Morten Harket – Vocal
- Magne Furuholmen – Teclados, vocal
- Paul Waaktaar-Savoy – Guitarra, vocal